# Хрипта Іван Андрійович
Іван Андрійович Хрипта (нар. 8 вересня 1934, с. Великі Ком'яти, Севлюшський округ, Закарпаття, Чехословаччина, нині Берегівський район, Україна — 27 березня 2015, Великі Ком'яти, Україна) — український проповідник, євангеліст, п'ятдесятник, єпископ громади християн віри євангельської на Закарпатті.